# Mirai, la meva germana petita
Mirai, la meva germana petita (títol original en japonès: 未来のミライ; Mirai no Mirai) és una pel·lícula d'anime japonesa del 2018 dirigida per Mamoru Hosoda i produïda per Studio Chizu. Es va estrenar al Japó el 20 de juliol del 2018 i ha estat doblada al català.
El film va ser nominat com a millor pel·lícula d'animació als Globus d'Or, als Critics' Choice Movie Awards i als Premis Oscar. També va guanyar el Premi Annie a la millor pel·lícula independent d'animació.

## Argument
Un nen petit, en Kun, té una infància feliç fins que neix la seva germana petita, la Mirai. Quan veu que el nou nadó es converteix en el centre d'atenció dels seus pares, es torna cada vegada més gelós. A poc a poc es refugia en si mateix. Al pati on li agrada arrecerar-se hi creix un arbre genealògic màgic. En Kun es troba de sobte transportat a un món fantàstic on el passat i el present es barregen, i coneix la seva família a diferents edats. A través d'aquestes aventures, en Kun és capaç de descobrir la seva història.

## Repartiment
| Kun                      | Moka Kamishiraishi | Roser Aldabó     |
| Mirai                    | Haru Kuroki        | Nerea Alfonso    |
| Pare                     | Gen Hoshino        | Raúl Llorens     |
| Mare                     | Kumiko Aso         | Isabel Valls     |
| Yukko                    | Mitsuo Yoshihara   | Àlex Messeguer   |
| Àvia                     | Yoshiko Miyazaki   | Mercè Montalà    |
| Avi                      | Koji Yakusho       | Francesc Belda   |
| Besavi                   | Masaharu Fukuyama  | Xavier Fernández |
| Font: Anime News Network |                    |                  |